# Gõ kiến xanh gáy đen

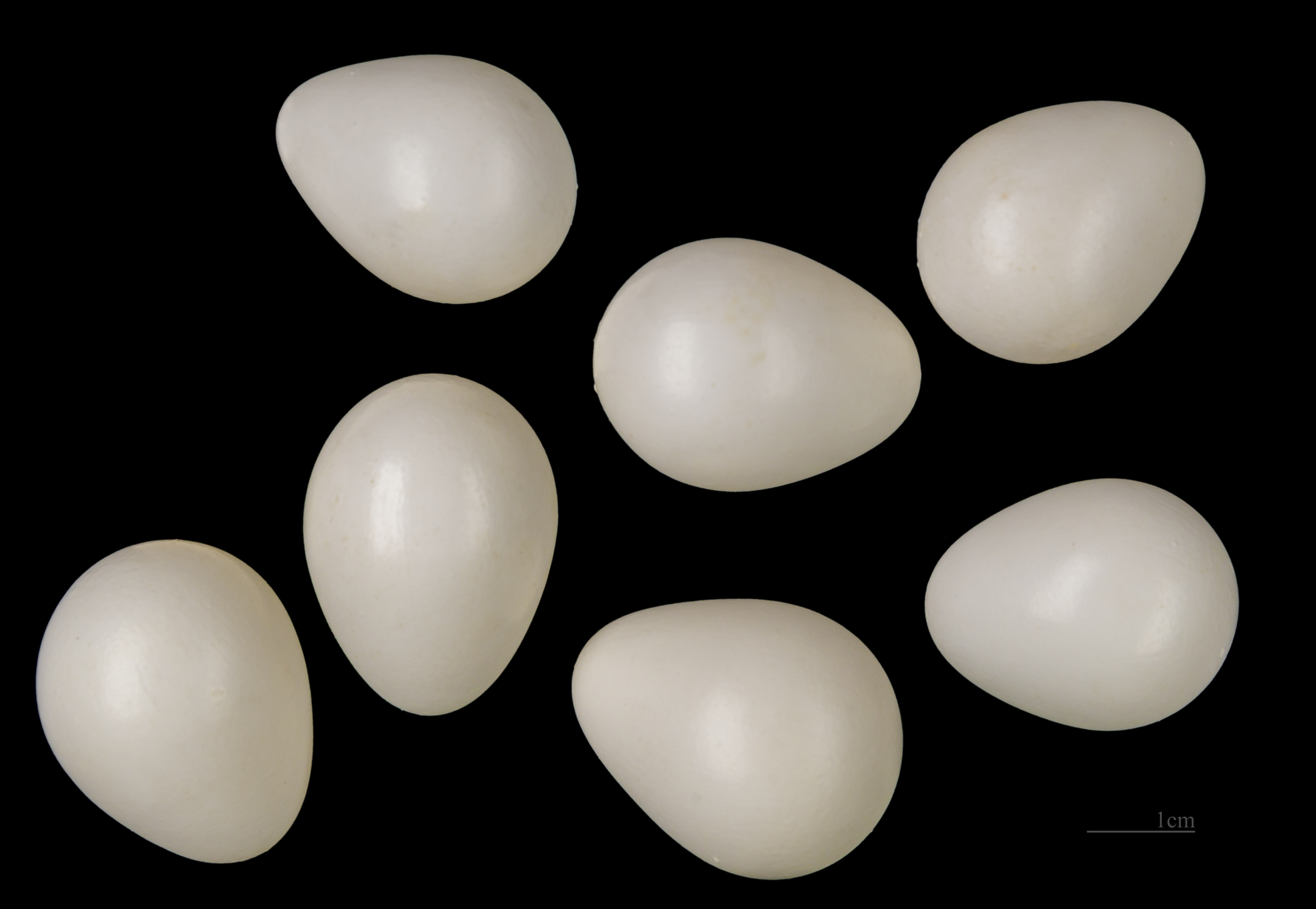
Picus canus

Picus canus là một loài chim trong họ Picidae.
Loài chim gõ kiến này là một thành viên của họ chim gõ kiến của Âu-Á, Picidae. Cùng với loài chim gõ kiến xanh châu Âu thường được tìm thấy và chim gõ kiến xanh Iberia, nó là một trong ba loài sinh vật có quan hệ gần gũi ở châu Âu. Phân bố của nó trải dài qua các phần lớn của trung bộ Cận Bắc cực và phía đông, đến tận Thái Bình Dương.
Loài gõ kiến này đòi hỏi khắt khe hơn loài gõ kiến xanh châu Âu về môi trường sống. Loài này thích rừng cây lá kim hỗn hợp cũ với tỷ lệ cao của cây chết, chủ yếu ăn kiến, mặc dù không phải là người phụ thuộc hoàn toàn vào nhóm này như chim gõ kiến xanh. Tổ thường được khoét trong những cây chết hoặc bị hư hại nghiêm trọng.